# Buellia submuriformis
Buellia submuriformis är en lavart som beskrevs av Aptroot & Diederich. Buellia submuriformis ingår i släktet Buellia och familjen Physciaceae.   Inga underarter finns listade i Catalogue of Life.